# رودولفو غاليندو
رودولفو غاليندو (بالإسبانية: Rodolfo Galindo)‏ هو لاعب كرة قدم مكسيكي، ولد في 7 يناير 1996. لعب مع Alebrijes de Oaxaca ‏.

## وصلات خارجية
- رودولفو غاليندو على موقع قاعدة بيانات كرة القدم.إي يو (الإنجليزية)
- رودولفو غاليندو على موقع Soccerway.com (الإنجليزية)